# Большое Раменье (Вожегодский район)
Большое Раменье — деревня в Вожегодском районе Вологодской области.
Входит в состав Бекетовского сельского поселения (с 1 января 2006 года по 9 апреля 2009 года входила в Липино-Каликинское сельское поселение), с точки зрения административно-территориального деления — в Липино-Каликинский сельсовет.
Расстояние до районного центра Вожеги по автодороге — 79 км, до центра муниципального образования Бекетовской по прямой — 17 км. Ближайшие населённые пункты — Малое Раменье, Мышино, Мунская.
По переписи 2002 года население — 1 человек.

## Известные уроженцы
- Костылев, Валентин Николаевич  (1925 — 1993) — советский военный деятель, генерал-лейтенант (1979), первый заместитель командующего ВДВ (1982-1989)